# Piria
Piria – wieś w Rumunii, w okręgu Dolj, w gminie Argetoaia. W 2011 roku liczyła 330 mieszkańców.